# Tamilnádu

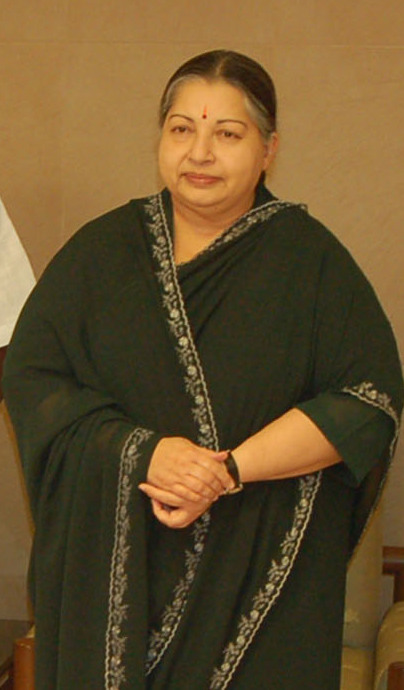
Džajalalitha Džajarámová, bývalá premiérka Tamilnádu

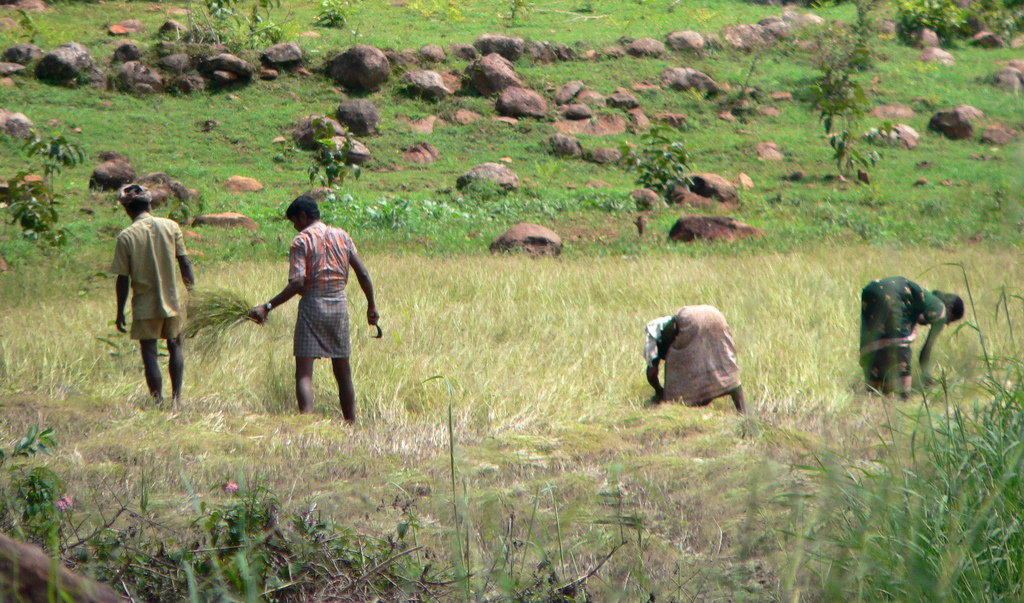
Tamilští rolníci sklízejí rýži

Tamilnádu (tamilsky தமிழ்நாடு, Tamilnátu, anglicky Tamil Nadu) je svazový stát v jihovýchodní Indii. Na západě sousedí s Kéralou, na severozápadě s Karnátakou a na severu s Ándhrapradéšem. Na východě omývají tamilské břehy vody Bengálského zálivu, ve kterém jihovýchodně od Tamilnádu leží ostrov Srí Lanka. Státem protéká řeka Adjar.

## Historie

### Počátky a vládnoucí dynastie
Lidská činnost v Tamilnádu údajně započala již před 300 000 lety, přesto se přesně neví, kdy ani odkud původní Drávidové přišli. Někdy kolem roku 1200 př. n. l. působila v jižní Indii civilizace vyznačující se obrovskými kamennými skulpturami. Prvními velkými vládnoucími dynastiemi, ovládajícími tento region, byly kolem roku 300 př. n. l. následující: dynastie Pándja v centrální oblasti, dynastie Čóla na východě a dynastie Čéra na západě.

### 13.–17. století
V průběhu staletí se moc jednotlivých dynastií měnila, avšak ve 13. století, kdy hrozila ze severu muslimská invaze, se hindské dynastie spojily a utvořily jednotnou říši Vidžajanagar, zahrnující celou jižní Indii. Mezi 16.a 17. stoletím však začala moc říše slábnout a vlády se ujali různí provinciální vůdci. Po roce 1640 se stalo Tamilnádu součástí kolonií Britů, pod nadvládou Francouzů zůstaly malé oblasti jako Poduččéri a Karaikal. Region, pod který spadala většina jižní Indie, se jmenoval Madras Presidency.

### 20. století
Po získání indické nezávislosti v roce 1947 se z britského Madráského prezidentství stal stát Madrás, který zahrnoval téměř celé území dnešního Tamilnádu, pobřežní části Ándhrapradéše, severní Karnátaku a části Kéraly.
Ve druhé polovině padesátých let byly hranice států upraveny podle jazykových hledisek, a území Madrásu se zmenšilo na oblast, kde převažuje tamilština. V pozdějším boji za nezávislost Tamilové vítězí, v roce 1956 byl region Madras Presidency zrušen a nahrazen autonomním státem Tamilnádu. V roce 1968 byl stát přejmenován na Tamilnádu, v překladu „Země Tamilů“.

## Správní členění
Tamilnádu se dělí na 30 okresů (tamilsky மாவட்டம் mávattam, pl. மாவட்டங்கள் mávattangkal, anglicky district, pl. districts).
- இராமநாதபுரம் / Irámanátapuram / Ramanathapuram
- ஈரோடு / Írótu / Erode
- கடலூர் / Katalúr / Cuddalore
- கரூர் / Karúr / Karur
- கன்னியாகுமரி / Kannijákumari / Kanniyakumari
- காஞ்சிபுரம் / Káňčipuram / Kancheepuram
- கிருஷ்ணகிரி / Kirušnakiri / Krishnagiri
- கோயம்புத்தூர் / Kójamputtúr / Coimbatore
- சிவகங்கை / Čivakangkaj / Sivaganga
- சென்னை / Čennaí / Chennai
- சேலம் / Sélam / Salem
- தஞ்சாவூர் / Taňčávúr / Thanjavur
- தர்மபுரி / Tarmapuri / Dharmapuri
- திண்டுக்கல் / Tintukkal / Dindigul
- திருச்சிராப்பள்ளி / Tiruččiráppalli / Tiruchirappalli
- திருநெல்வேலி / Tirunelvéli / Tirunelveli
- திருவண்ணாமலை / Tiruvannámalaj / Tiruvannamalai
- திருவள்ளூர் / Tiruvallúr / Tiruvallur
- திருவாரூர் / Tiruvárúr / Thiruvarur
- தூத்துக்குடி / Túttukkuti / Thoothukudi
- தேனி / Téni / Theni
- நாகப்பட்டினம் / Nákappattinam / Nagapattinam
- நாமக்கல் / Námakkal / Namakkal
- நீலகிரி / Nílakiri / Nilgiris
- புதுக்கோட்டை / Putukkóttaj / Pudukkottai
- பெரம்பலூர் / Perampalúr / Perambalur
- மதுரை / Maturaj / Madurai
- விருதுநகர் / Virutunakar / Virudhunagar
- விழுப்புரம் / Viluppuram / Villupuram
- வேலூர் / Vélúr / Vellore

## Zajímavosti
- Na území tohoto státu (geologická pánev Kávérí nedaleko obce Kallamedu) byly v roce 1978 objeveny a roku 1987 formálně popsány zkamenělé kosti obřího sauropodního dinosaura pojmenovaného Bruhathkayosaurus matleyi.[2] Mohlo se jednat o jednoho z největších známých dinosaurů vůbec.[3]